# David Gutiérrez Palacios
David Gutiérrez Palacios, também conhecido no âmbito amador como Guti, é um ciclista profissional espanhol. Nasceu em Hinojedo (em Suances, Cantábria) a 28 de julho de 1987.
É o irmão menor de José Iván Gutiérrez, também ciclista profissional. Formou-se nas categorias inferiores do antigo Saunier Duval passando posteriormente ao Camargo Elite em 2009.
Em 2008 proclamou-se campeão da Espanha sub-23 em estrada.
Para a temporada de 2010, o Footon-Servetto, de categoria UCI ProTour, assinou-lhe para uma temporada dando assim o salto ao profissionalismo.

## Palmarés
Não tem conseguido vitórias como profissional.

## Equipas
- Footon-Servetto (2010)
- Galo Team (2019)